# Lučegorsk
Lučegorsk (in russo Лучего́рск?) è un insediamento di tipo urbano dell'Estremo oriente russo, situato nel Territorio del Litorale; appartiene amministrativamente al rajon Požarskij, del quale è il capoluogo e il maggiore centro urbano.
Sorge nell'estrema parte nordoccidentale del Territorio del Litorale, sulle sponde del piccolo fiume Kontrovod (affluente del Bikin, a sua volta tributario dell'Ussuri).
La cittadina venne fondata nel 1966; è oggi sede di un'importante centrale termoelettrica.